# Rolf Meinecke

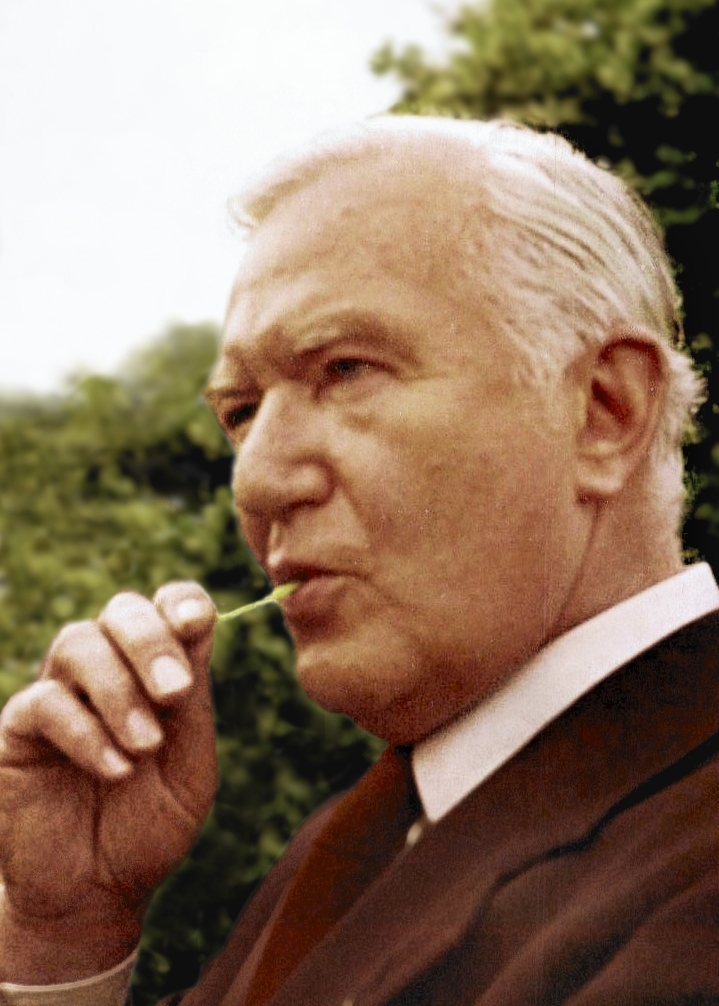
Rolf Meinecke

Rolf Meinecke (* 4. Dezember 1917 in Hamburg; † 27. März 1984 ebenda) war ein deutscher Arzt und Politiker (SPD).

## Leben und Beruf
Nach dem Besuch der Volksschule und dem Abitur 1937 an der Lichtwarkschule in Hamburg leistete Meinecke Reichsarbeits- und Wehrdienst. Er nahm im Frühjahr 1939 ein Studium der Medizin auf und wurde während des Zweiten Weltkrieges wechselweise im Lazarett- und Truppendienst eingesetzt. Sein Studium, das er im Krieg fortsetzen konnte, beendete er 1944 mit dem medizinischen Staatsexamen sowie mit der Promotion zum Dr. med. Bei Kriegsende geriet er in sowjetische Gefangenschaft, aus der er 1949 entlassen wurde. Von 1950 bis 1965 arbeitete er als Arzt in der Inneren Abteilung eines Hamburger Krankenhauses, zuletzt als Oberarzt.

## Partei
Meinecke war seit 1950 Mitglied der SPD.

## Abgeordneter
Meinecke war von 1957 bis 1966 Mitglied der Hamburgischen Bürgerschaft. Dem Deutschen Bundestag gehörte er von 1965 bis 1980 an. Im Parlament vertrat er den Wahlkreis Hamburg-Nord II. Von 1972 bis 1976 war er zunächst stellvertretender Vorsitzender und von 1976 bis 1980 dann Vorsitzender des Bundestagsausschusses für Bildung und Wissenschaft.
Auf Initiative von Rolf Meinecke und Claus Arndt beschloss der Bundestag 1978 eine Änderung des Personenstandsgesetzes, womit der Diskriminierung Transsexueller Einhalt geboten werden sollte. Es hatte allerdings sechs Jahre gedauert, ehe die beiden Abgeordneten ihr Vorhaben durchsetzen konnten. 
Kernpunkt des Gesetzes: „Wer sich dem Geschlecht, das der Angabe in seinem Geburtseintrag entspricht, seit längerer Zeit nicht mehr zugehörig empfindet, kann die gerichtliche Feststellung beantragen, dass er dem anderen Geschlecht zuzurechnen ist“. Damit wurden medizinische Geschlechtsanpassungen anerkannt und in Personalausweisen konnte das gewünschte Geschlecht eingetragen werden.

## Ehrungen
- 1973: Verdienstkreuz 1. Klasse der Bundesrepublik Deutschland
- 1980: Großes Verdienstkreuz der Bundesrepublik Deutschland